# 金马玉堂
金马玉堂，位于揭阳市榕城区中山街道，属于杉木石结构，与太史第、郭氏宗祠均为明崇祯二年（1629年）由郭之奇建立。布置格局为潮汕特有的“驷马拖车”结构，在揭阳市仅有两座。

## 图库

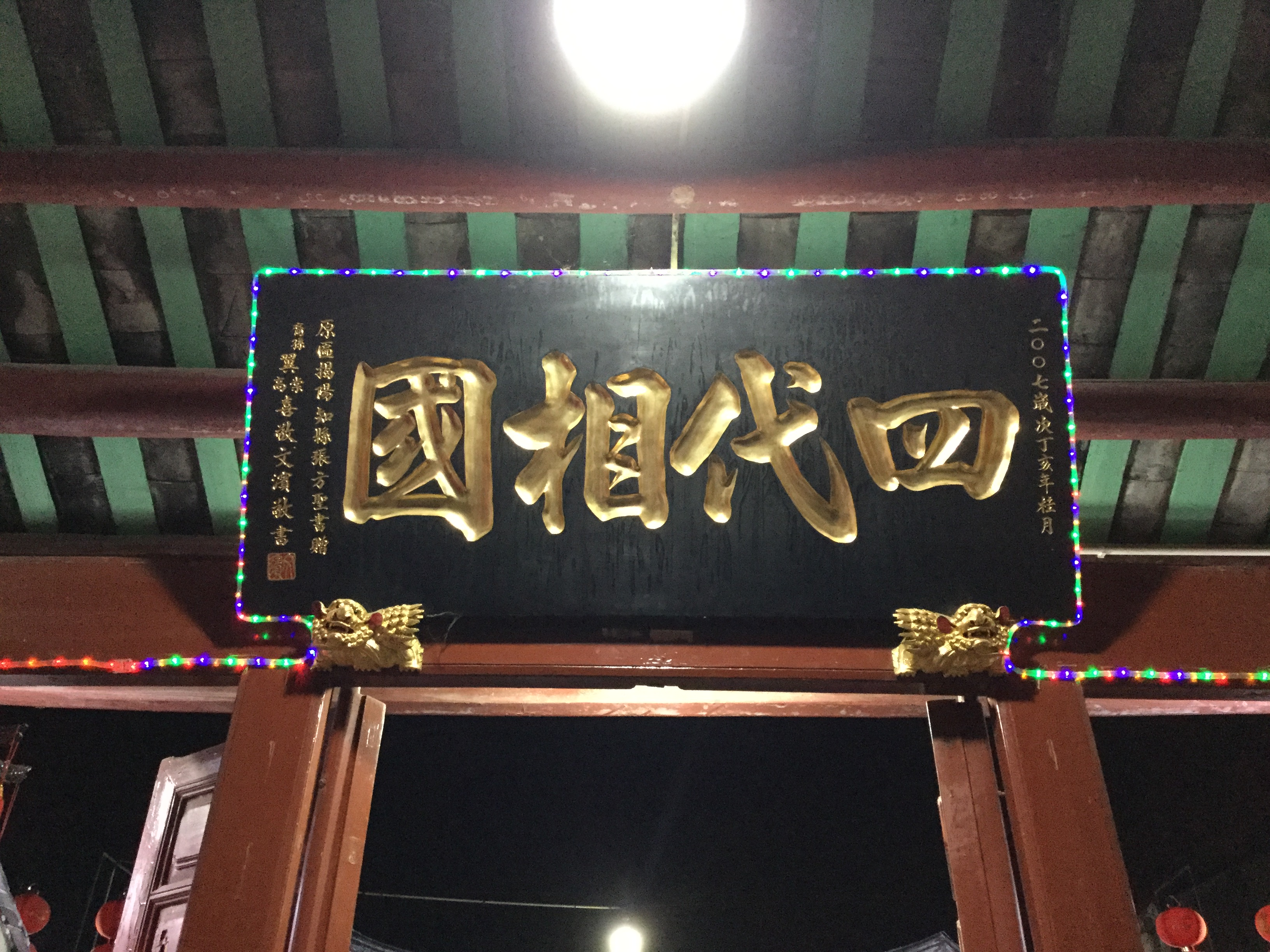
“四代相国”匾额
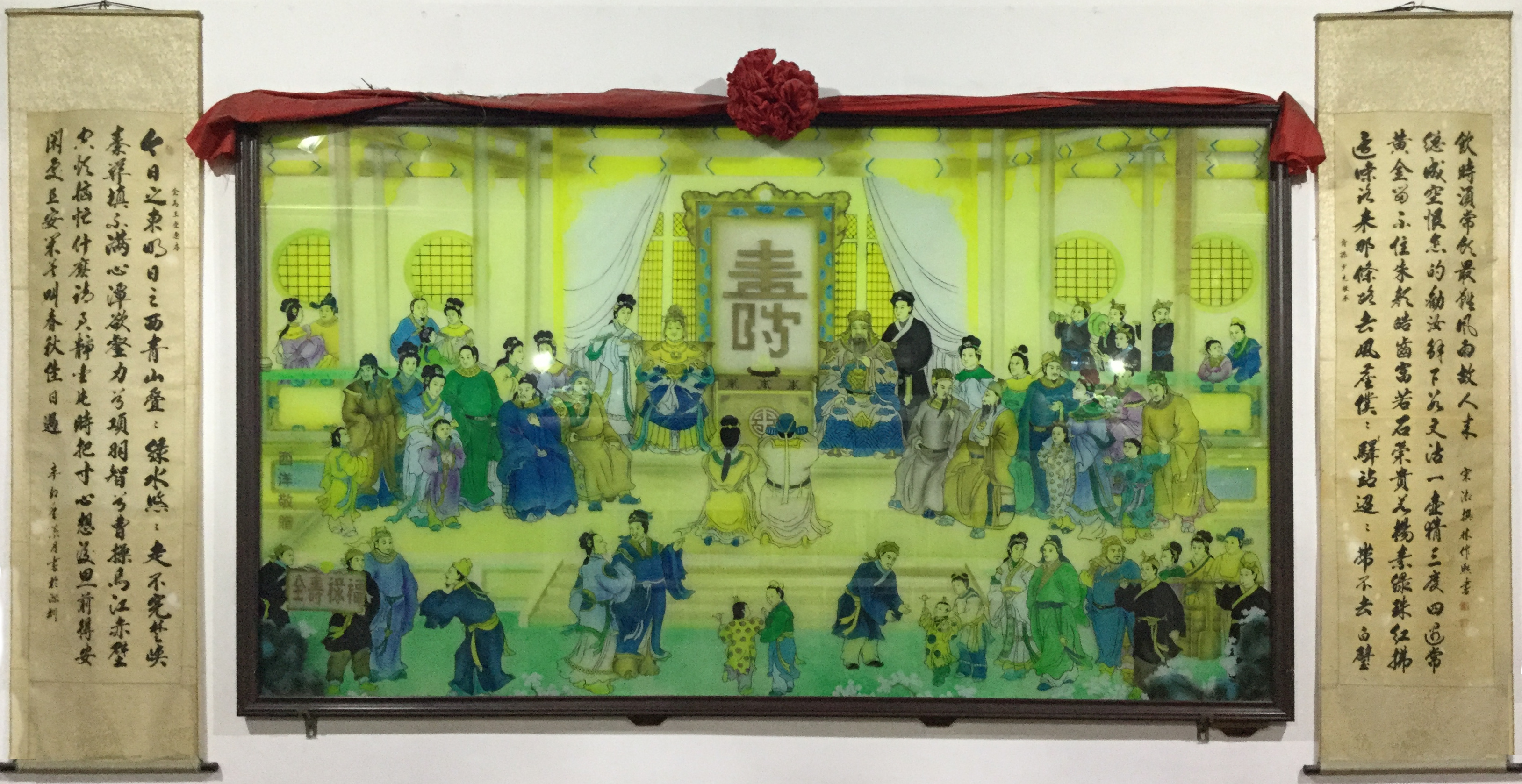
祝寿图
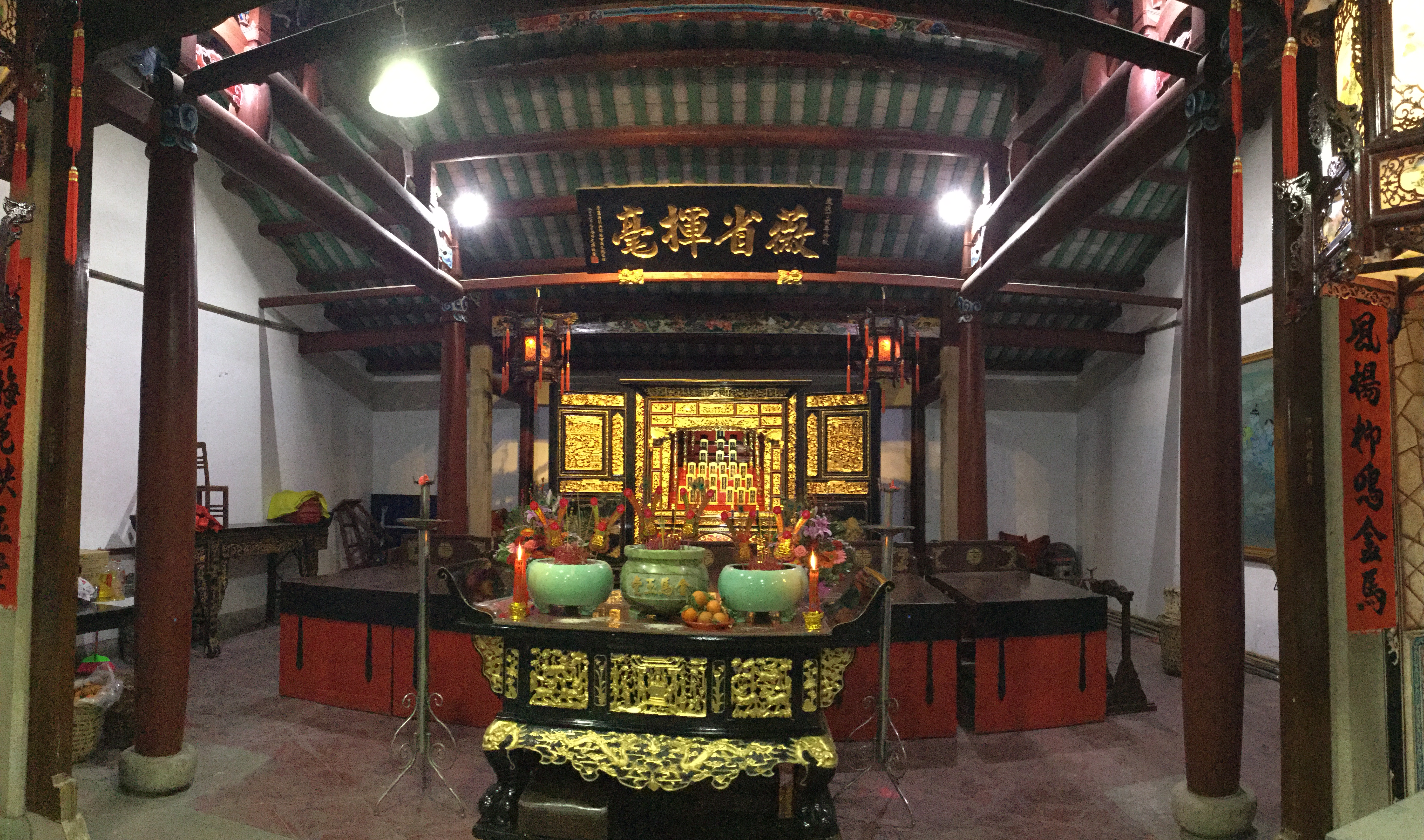
祠堂
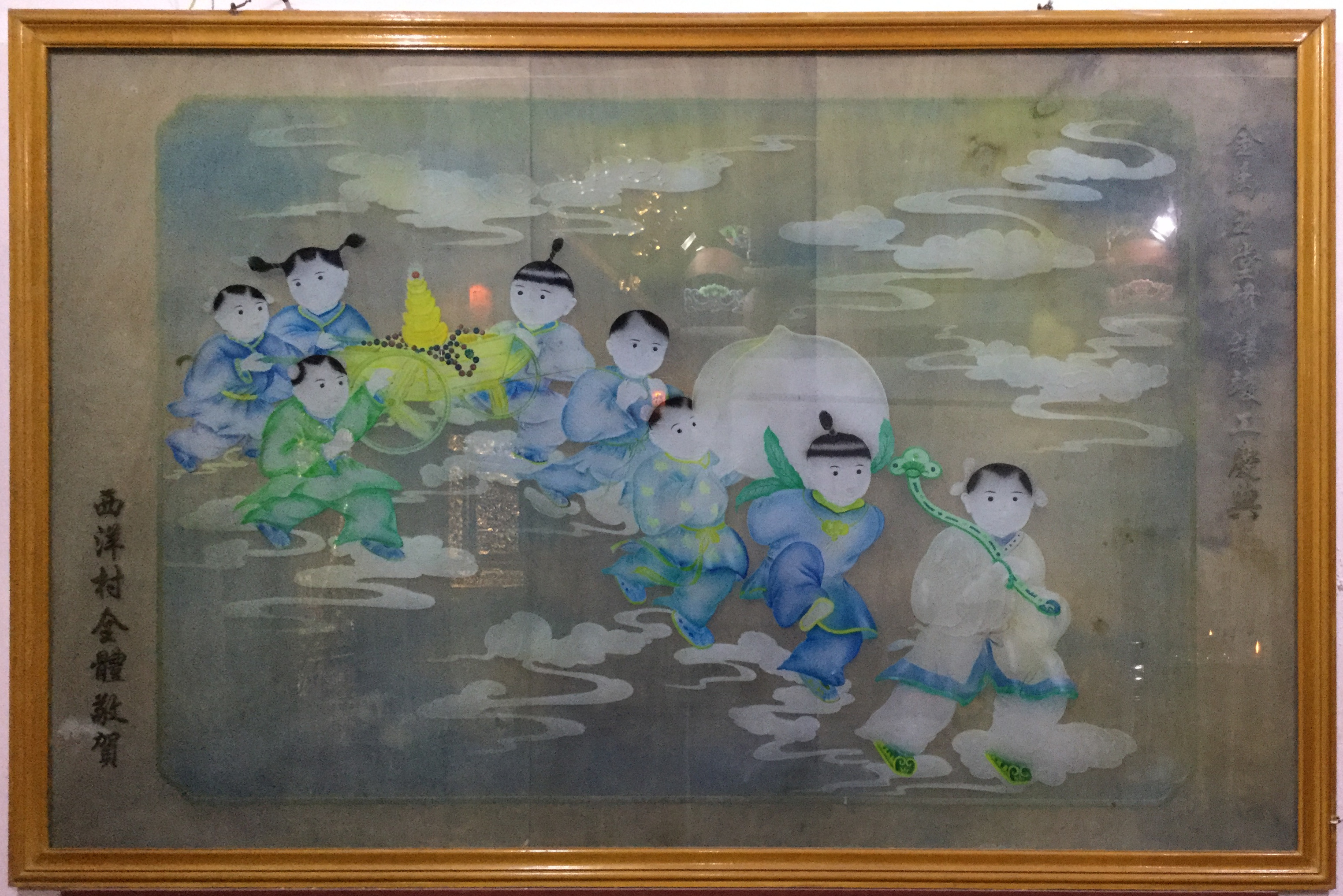
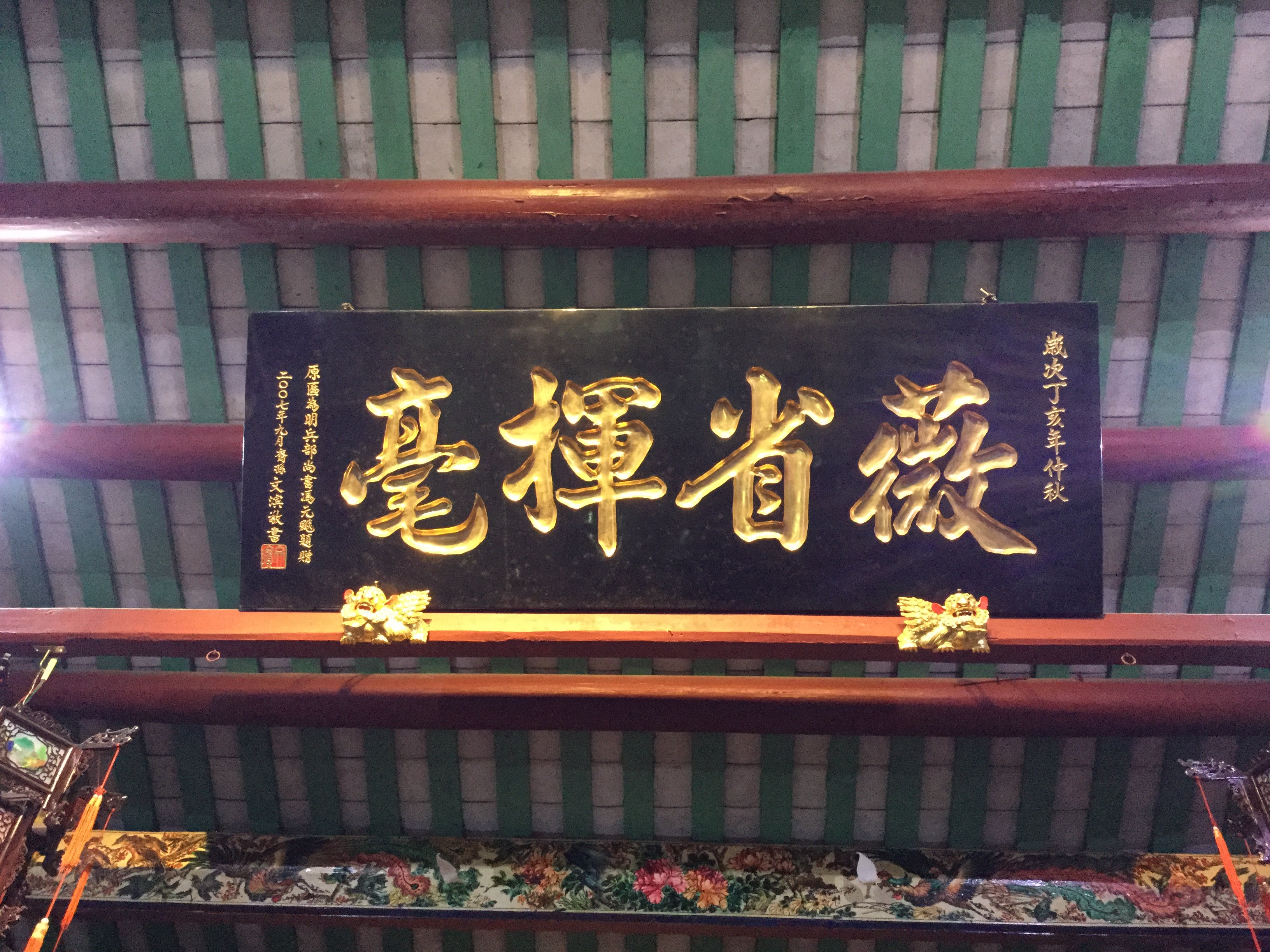
“薇省挥毫”匾额
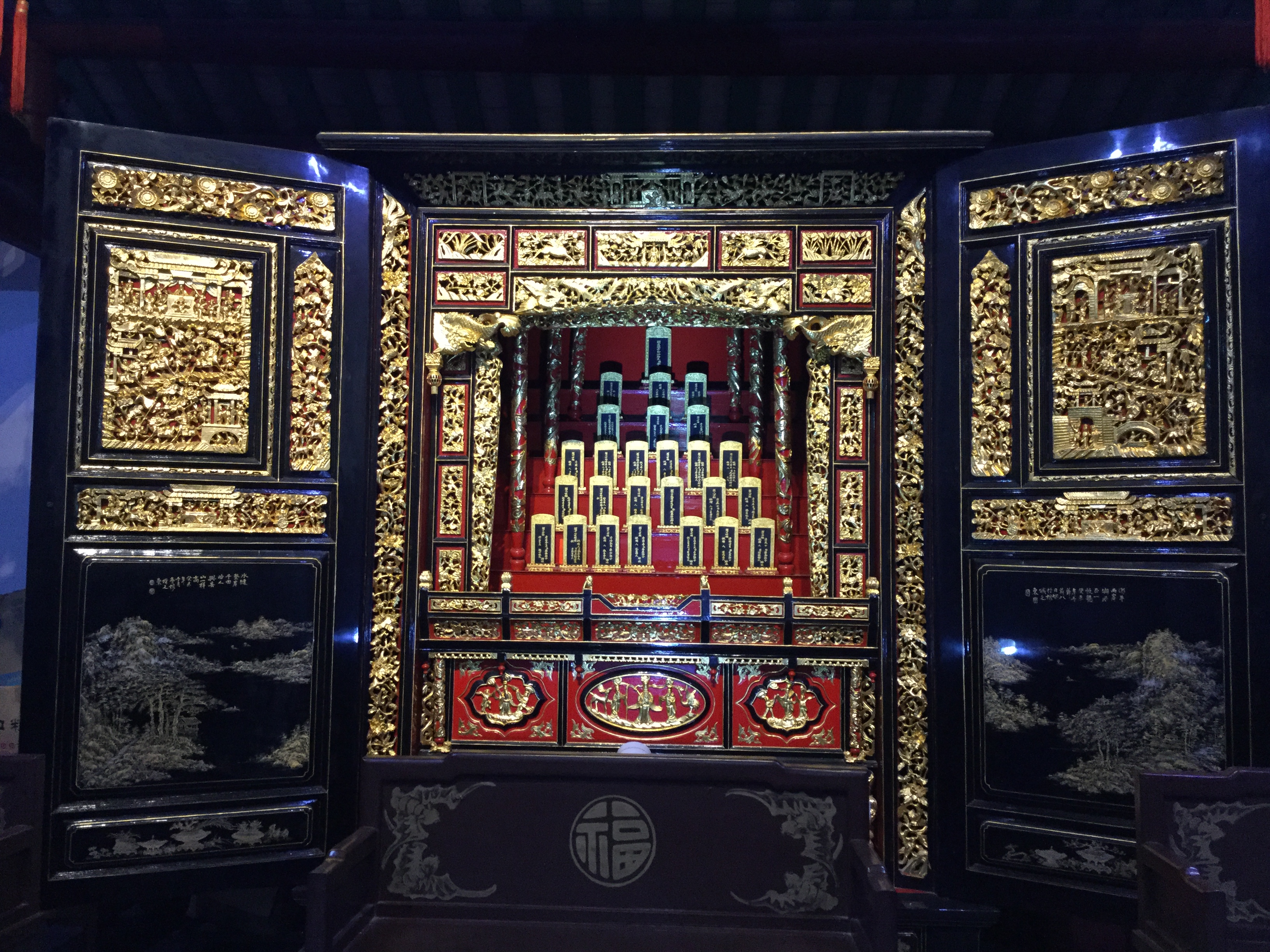